# Praia do Moçambique
Praia do Moçambique (« plage du Mozambique », en français) est une plage de la municipalité de Florianópolis, au Brésil. Elle se situe au nord-est de l'île de Santa Catarina, face à l'océan Atlantique.
Elle est connue pour être la plus grande plage de l'île, avec une longueur de 8,5 km.